# Terry Hayes
Terry Hayes (Sussex, 8 oktober 1951) is een Australisch scenarioschrijver en auteur.

## Carrière
Terry Hayes werd in het Engels graafschap Sussex geboren en verhuisde op vijfjarige leeftijd met zijn familie naar Australië. Hij begon zijn carrière als journalist. Zo werkte hij voor The Sydney Morning Herald als correspondent in de Verenigde Staten. Nadien was hij ook actief als onderzoeksjournalist, columnist en radiopresentator.
In 1979 schreef hij de boekversie van George Millers sciencefictionfilm Mad Max. De twee raakten bevriend, waarna Hayes ook mocht meeschrijven aan het script van de sequel Mad Max 2: The Road Warrior (1981). In de daaropvolgende jaren verhuisde hij naar Hollywood en werkte hij als schrijver voor Kennedy Miller Productions, het productiebedrijf van Miller en producent Byron Kennedy. Zo schreef hij onder meer het script voor de thriller Dead Calm (1989) van regisseur Phillip Noyce. In 1994 werkte hij met Noyce ook samen aan Return of the Apes, een onverfilmd Planet of the Apes-script.
In 2013 bracht Hayes met I Am Pilgrim (Nederlands: Ik ben Pelgrim) zijn eerste roman uit. De spionagethriller groeide uit tot een bestseller en werd nadien opgepikt door filmstudio Metro-Goldwyn-Mayer. In 2015 werd al een vervolg aangekondigd, deze verscheen uiteindelijk wereldwijd op 9 november 2023.

## Filmografie

### Film
- Mad Max 2: The Road Warrior (1981)
- Mad Max Beyond Thunderdome (1985)
- Dead Calm (1989)
- Mr. Reliable (1996)
- Payback (1999)
- Vertical Limit (2000)
- From Hell (2001)

### Televisie
- The Dismissal (1983)
- Bodyline (1984)
- Vietnam (1987)
- The Dirtwater Dynasty (1988)
- The Clean Machine (1988)
- Bangkok Hilton (1989)

## Bestseller 60
| Boeken met noteringen in de Nederlandse Bestseller 60 | Jaar van verschijnen | Datum van binnenkomst | Hoogste positie | Aantal weken | Opmerkingen |
| ----------------------------------------------------- | -------------------- | --------------------- | --------------- | ------------ | ----------- |
| Ik ben Pelgrim                                        | 2014                 | 19-02-2014            | 5               | 104          |             |
| Het jaar van de sprinkhaan                            | 2023                 | 16-11-2023            | 2               | 16           |             |